# Macbeth (filme de 1916)

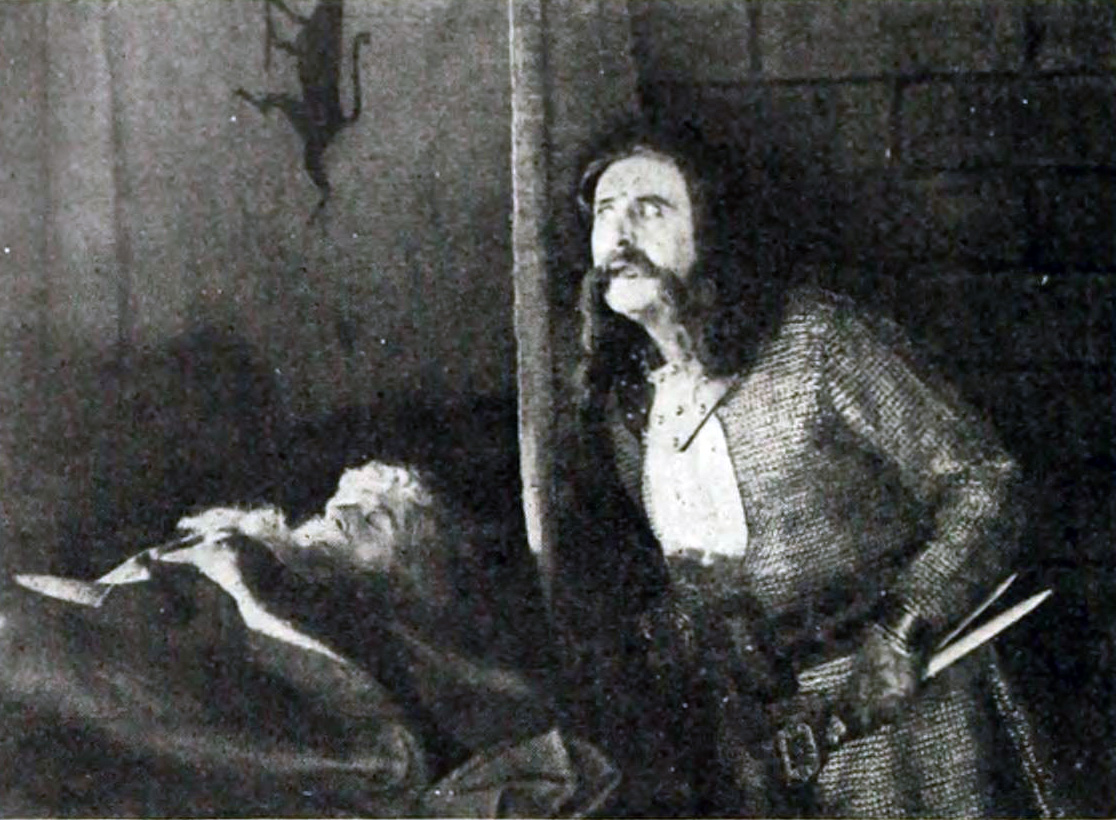
Herbert Beerbohm Tree como Macbeth

Macbeth é um filme mudo norte-americano de 1916, do gênero dramático, dirigido por John Emerson e produzido por D. W. Griffith. O filme é uma adaptação da peça de William Shakespeare.

## Elenco
- Sir Herbert Beerbohm Tree .. Macbeth
- Constance Collier ... Lady Macbeth
- Wilfred Lucas ... Macduff
- Spottiswoode Aitken ... Duncan
- Ralph Lewis ... Banquo
- Mary Alden ... Lady Macduff
- Olga Grey ... Lady Agnes
- Lawrence Noskowski ... Malcolm
- Bessie Buskirk ... Donalbain
- Jack Conway ... Lennox
- Seymour Hastings ... Ross
- Karl Formes, Jr.
- Jack Brammal
- L. Tylden
- Scott McKee
- Jack Leonard
- Francis Carpenter, Thema Burns and Madge Dyer
- Raymond Wells
- George McKenzie ... o Doutor
- Chandler House
- Monte Blue